# Friedrich Leopold Hornbostel
Friedrich Christian Leopold Hornbostel (* 4. Februar 1785 in Neustadt am Rübenberge; † 4. November 1852 in Lauenburg/Elbe) war ein deutscher Verwaltungsjurist und Abgeordneter.

## Leben
Friedrich Leopold Hornbostel entstammte einer niedersächsischen Pastoren- und Juristenfamilie. Er war ein Sohn des Amtmanns Conrad Hermann Heinrich Hornbostel (1742–1819) und dessen Frau Sophie Justine Dorothea, geb. Bansen. Ab 1793 wuchs er im damals hannoverschen Lauenburg auf. Carl Wilhelm Hornbostel und Christian Ludwig Ludolph Carl Hornbostel waren seine jüngeren Brüder. Ostern 1803 immatrikulierte er sich an der Universität Göttingen zum Studium der Rechtswissenschaft. Er war aktiv in der Hannoverschen Landsmannschaft; 1806 nahm er am Auszug nach Hannoversch Münden teil.
Nach seinem Examen kehrte er nach Lauenburg zurück und trat in den Verwaltungsdienst des Herzogtums Lauenburg. Ab 1812 war er adjungierter Amtsschreiber; 1817 übernahm er nach dem Tod des Amtsschreibers Chappuzeau kommissarisch dessen Geschäfte bis zum Amtsantritt von Georg Daniel Griebel. 1819 wurde er mit Wartegeld entlassen. Danach praktizierte er als Rechtsanwalt und Notar in Lauenburg sowie als Gerichtshalter verschiedener Adliger Güter, so von 1820 bis 1831 für das Gut Basthorst, von 1822 bis 1841 für das Gut Müssen und das Gut Dalldorf.
Bei den (Zensus-)Wahlen im April/Mai 1848 zur „Verstärkten Landesvertretung“ wurde Hornbostel für die Stadt Lauenburg zum Abgeordneten der Lauenburgischen Landesversammlung gewählt, wo er zu den konservativen Abgeordneten zählte. Zur Unterscheidung von seinem Bruder, der Ratzeburg vertrat, wurde er als Hornbostel I geführt. Die Landesversammlung war das kurzlebige Parlament des Herzogtums Lauenburg innerhalb des Dänischen Gesamtstaates mit Sitz in Ratzeburg. Es vertagte sich im November 1851 und wurde 1853 durch das Landesherrliche Patent vom 20. Dezember 1853 betreffend die innere Verfassung des Herzogtums Lauenburg aufgehoben, das den Sieg der Reaktion festschrieb. An die Stelle der Landesversammlung trat die erneuerte Ritter- und Landschaft mit insgesamt nur noch 15 Vertretern.
1820 heiratete er in Lauenburg Sophia Dorothea Margaretha, geb. Beeck. Nach wenigen Jahren verwitwet, heiratete er 1827 Caroline Dorothea Josephine, geb. Behrens aus Boizenburg. Ein Sohn aus dieser zweiten Ehe, Eduard (Edward) Georg Johannes Wilhelm Hornbostel (1841–1932), wanderte in die USA aus und wurde ein erfolgreicher Börsenmakler; dessen Sohn Henry Hornbostel (1867–1961) war ein bekannter Architekt.